# Arpia (araldica)
In araldica, l'arpia (nome comune) è una figura immaginaria ibrido tra una fanciulla (testa e petto, con i capelli sparsi) e l'aquila (corpo, ali e artigli). È una figura abbastanza rara. Si blasona come l'aquila.
Altre raffigurazioni uniscono testa e petto femminili con corpo, ali, artigli e coda d'avvoltoio ed orecchie d'orso.
È simbolo di rapacità e di distruzione e per tale motivo è stata spesso assunta come emblema da uomini d'armi.

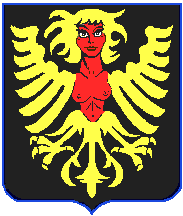
Di nero a un'arpia d'oro
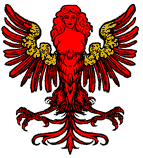
Arpia
Arpia di Norimberga
Arpia (Circondario di Aurich, Germania)
Di rosso, all'arpia d'oro (signori d'Ottange, Francia)